# III Rzesza na Zimowych Igrzyskach Olimpijskich 1936
III Rzeszę na Zimowych Igrzyskach Olimpijskich 1936 reprezentowało 55 zawodników: 48 mężczyzn i 7 kobiet. 

## Zdobyte medale
| Medal  | Zawodnik                 | Dyscyplina            | Konkurencja                  | Rezultat    |
| ------ | ------------------------ | --------------------- | ---------------------------- | ----------- |
| Złoto  | Franz Pfnür              | Narciarstwo alpejskie | kombinacja alpejska mężczyzn | 94,25 pkt   |
| Złoto  | Christl Cranz            | Narciarstwo alpejskie | kombinacja alpejska kobiet   | 97,06 pkt   |
| Złoto  | Maxi Herber, Ernst Baier | Łyżwiarstwo figurowe  | pary sportowe                | 11,5 pkt    |
| Srebro | Gustav Lantschner        | Narciarstwo alpejskie | kombinacja alpejska mężczyzn | 96,26 pkt   |
| Srebro | Käthe Grasegger          | Narciarstwo alpejskie | kombinacja alpejska kobiet   | 95,26 pkt   |
| Srebro | Ernst Baier              | Łyżwiarstwo figurowe  | soliści                      | 400,757 pkt |

## Skład kadry

### Biegi narciarskie
Mężczyźni
| Zawodnik           | Konkurencja        | czas    | Pozycja |
| ------------------ | ------------------ | ------- | ------- |
| Walter Motz        | Bieg na 18 km      | 1:21:20 | 18.     |
| Georg von Kaufmann | Bieg na 18 km      | 1:22:39 | 20.     |
| Toni Zeller        | Bieg na 18 km      | 1:24:32 | 27.     |
| Friedl Däuber      | Bieg na 18 km      | 1:24:57 | 29.     |
| Matthias Wörndle   | Bieg na 50 km      | 4:03:33 | 24.     |
| Fritz Gaiser       | Bieg na 50 km      | 4:05:44 | 25.     |
| Josef Ponn         | Bieg na 50 km      | 4:13:12 | 30.     |
| Erich Marx         | Bieg na 50 km      | 4:25:48 | 32.     |
| Friedl Däuber      | Sztafeta 4 × 10 km | 2:54:54 | 6.      |
| Wilhelm Bogner     | Sztafeta 4 × 10 km | 2:54:54 | 6.      |
| Herbert Leupold    | Sztafeta 4 × 10 km | 2:54:54 | 6.      |
| Toni Zeller        | Sztafeta 4 × 10 km | 2:54:54 | 6.      |

### Bobsleje
Mężczyźni
| Osada | Zawodnik                                                     | Konkurencja | Ślizg 1              | Ślizg 2                   | Ślizg 3                   | Ślizg 4                   | Łącznie                   | Pozycja                   |
| ----- | ------------------------------------------------------------ | ----------- | -------------------- | ------------------------- | ------------------------- | ------------------------- | ------------------------- | ------------------------- |
| GER-1 | Hanns Kilian Hermann von Valta                               | Dwójki      | 1:27,29              | 1:24,24                   | 1:26.63                   | 1:23,85                   | 5:42,01                   | 5.                        |
| GER-2 | Fritz Grau Albert Brehme                                     | Dwójki      | 1:30,66              | 1:23,33                   | 1:26,94                   | 1:23,78                   | 5:44,71                   | 6.                        |
| GER-1 | Hanns Kilian Sebastian Huber Fritz Schwarz Hermann von Valta | Czwórki     | 1:20,73              | 1:23,05                   | 1:24,09                   | 1:21,20                   | 5:29,07                   | 7.                        |
| GER-2 | Walter Trott Fritz Vonhof Wolfgang Kummer Rudolf Werlich     | Czwórki     | Nie ukończyli slizgu | Nie ukończyli konkurencji | Nie ukończyli konkurencji | Nie ukończyli konkurencji | Nie ukończyli konkurencji | Nie ukończyli konkurencji |

### Hokej na lodzie
Reprezentacja mężczyzn
| - Wilhelm Egginger - Joachim Albrecht von Bethmann-Hollweg - Gustav Jaenecke - Philip Schenk - Rudi Ball - Karl Kögel |  | - Anton Wiedemann - Herbert Schibukat - Alois Kuhn - Werner George - Georg Strobl - Paul Trautman |

Reprezentacja Niemiec brała udział w rozgrywkach grupy B turnieju olimpijskiego, zajmując w niej pierwsze miejsce i awansując do drugiej rundy rozgrywek.
W drugiej rundzie rozgrywek reprezentacja Niemiec brała udział w rozgrywkach grupy A, zajmując w niej trzecie miejsce a w turnieju olimpijskim 5. miejsce.

#### Runda pierwsza
Grupa B
| Drużyna           | M | Mecze | Mecze | Mecze | Bramki | Bramki | Bramki | Pkt |
| Drużyna           | M | W     | R     | P     | +      | -      | +/-    | Pkt |
| ----------------- | - | ----- | ----- | ----- | ------ | ------ | ------ | --- |
| III Rzesza        | 3 | 2     | 0     | 1     | 5      | 1      | +4     | 4   |
| Stany Zjednoczone | 3 | 2     | 0     | 1     | 5      | 2      | +3     | 4   |
| Włochy            | 3 | 1     | 0     | 2     | 2      | 5      | -3     | 2   |
| Szwajcaria        | 3 | 1     | 0     | 2     | 1      | 5      | -4     | 2   |

Wyniki 
| 6 lutego 1936 | Stany Zjednoczone | 1:0 | III Rzesza | Olympia-Kunsteis-Stadion |

| Godzina: 14:45 | G.Smith | (1:0, 0:0, 0:0) |  | Sędzia główny: Lociq Sędziowie liniowi: Erhardt |

| 7 lutego 1936 | III Rzesza | 3:0 | Włochy | Olympia-Kunsteis-Stadion |

| Godzina: 21:00 | H.Schibukat G.Jaenecke R.Ball | (1:0, 1:0, 1:0) |  | Sędzia główny: Tupalski Sędziowie liniowi: Lator |

| 8 lutego 1936 | III Rzesza | 2:0 | Szwajcaria | Olympia-Kunsteis-Stadion |

| Godzina: 21:00 | R.Ball G. Jaenecke | (0:0, 1:0, 1:0) |  | Sędzia główny: Erhardt Sędziowie liniowi: Brown |

#### Runda druga
Grupa A
| Drużyna         | M | Mecze | Mecze | Mecze | Bramki | Bramki | Bramki | Pkt |
| Drużyna         | M | W     | R     | P     | +      | -      | +/-    | Pkt |
| --------------- | - | ----- | ----- | ----- | ------ | ------ | ------ | --- |
| Wielka Brytania | 3 | 2     | 1     | 0     | 8      | 3      | +5     | 5   |
| Kanada          | 3 | 2     | 0     | 1     | 22     | 4      | +18    | 4   |
| III Rzesza      | 3 | 1     | 1     | 1     | 5      | 8      | -3     | 3   |
| Węgry           | 3 | 0     | 0     | 3     | 2      | 22     | -20    | 0   |

Wyniki
| 11 lutego 1936 | III Rzesza | 2:1 | Węgry | Olympia-Kunsteis-Stadion |

| Godzina: 20:00 | J.Bethmann-Hollweg G.Jaenecke | (0:0, 1:0, 1:1) | [[Sándor Miklós\|S.Miklós]] | Sędzia główny: Tupalski Sędziowie liniowi: Brown |

| 12 lutego 1936 | Wielka Brytania | 1:1 (po dogrywce) | III Rzesza | Olympia-Kunsteis-Stadion |

| Godzina: 20:00 | J.Davey | (0:0, 1:0, 0:1 dogr. 0:0, 0:0, 0:0) | H.Schibukat | Sędzia główny: Tupalski Sędziowie liniowi: Brown |

| 13 lutego 1936 | Kanada | 6:2 | III Rzesza | Olympia-Kunsteis-Stadion |

| Godzina: 20:00 | H.Farquharson D. Neville K. Farmer R.St. Germanin D. Neville | (1:0, 3:1, 2:1) | A.Wiedemann G.Strobl | Sędzia główny: Brown Sędziowie liniowi: Tupalski |

### Kombinacja norweska
Mężczyźni
| Zawodnik       | Konkurencja   | Bieg narciarski | Bieg narciarski | Bieg narciarski | Skoki narciarskie | Skoki narciarskie | Skoki narciarskie | Skoki narciarskie | Łącznie | Pozycja |
| Zawodnik       | Konkurencja   | Czas biegu      | Pozycja         | Punkty          | Skok 1            | Skok 2            | Punkty            | Pozycja           | Łącznie | Pozycja |
| -------------- | ------------- | --------------- | --------------- | --------------- | ----------------- | ----------------- | ----------------- | ----------------- | ------- | ------- |
| Willy Bogner   | Indywidualnie | 1:24:11         | 10.             | 191,2           | 45,0              | 49,0              | 190,3             | 16.               | 381,5   | 12.     |
| Josef Gumpold  | Indywidualnie | 1:24:19         | 11.             | 190,4           | 45,0              | 46,0              | 190,3             | 16.               | 380,7   | 13.     |
| Friedl Wagner  | Indywidualnie | 1:24:33         | 12.             | 189,2           | 40,0              | 46,0              | 182,7             | 27.               | 371,9   | 18.     |
| Toni Eisgruber | Indywidualnie | 1:31:38         | 37.             | 152,8           | 51,5              | 49,0              | 212,1             | 2.                | 364,9   | 23.     |

### Łyżwiarstwo figurowe
| Zawodnik                | Konkurencja   | Nota  | Pozycja |
| ----------------------- | ------------- | ----- | ------- |
| Viktoria Lindpaintner   | Solistki      | 381,4 | 8.      |
| Hertha Frey-Dexler      | Solistki      | 345,4 | 19.     |
| Ernst Baier             | Soliści       | 400,8 | srebro  |
| Günther Lorenz          | Soliści       | 343,5 | 18.     |
| Maxi Herber Ernst Baier | Pary sportowe | 103,3 | złoto   |
| Eva Prawitz Otto Weiß   | Pary sportowe | 85,8  | 8.      |

### Łyżwiarstwo szybkie
Mężczyźni
| Zawodnik      | Konkurencja   | Konkurencja   | Konkurencja    | Konkurencja    | Konkurencja        | Konkurencja        | Konkurencja      | Konkurencja      |
| Zawodnik      | Bieg na 500 m | Bieg na 500 m | Bieg na 1500 m | Bieg na 1500 m | Bieg na 5000 m     | Bieg na 5000 m     | Bieg na 10 000 m | Bieg na 10 000 m |
| Zawodnik      | Czas          | Miejsce       | Czas           | Miejsce        | Czas               | Miejsce            | Czas             | Miejsce          |
| ------------- | ------------- | ------------- | -------------- | -------------- | ------------------ | ------------------ | ---------------- | ---------------- |
| Willi Sandner | 46,2          | 19.           | 2:25,3         | 16.            | Nie ukończył biegu | Nie ukończył biegu | 18:02,0          | 12.              |
| Heinz Sames   | 47,0          | 28.           | 2:29,3         | 27.            | 8:48,5             | 13.                | 18:04,3          | 15.              |

### Narciarstwo alpejskie
Mężczyźni
| Zawodnik          | Konkurencja         | Zjazd  | Zjazd   | Slalom            | Slalom            | Slalom  | Łącznie | Łącznie |
| Zawodnik          | Konkurencja         | Czas   | Pozycja | Czas 1. przejazdu | Czas 2. przejazdu | Pozycja | Punkty  | Pozycja |
| ----------------- | ------------------- | ------ | ------- | ----------------- | ----------------- | ------- | ------- | ------- |
| Franz Pfnür       | Kombinacja alpejska | 4:51,8 | 2.      | 1:12,1            | 1:14,5            | 1.      | 99,25   | złoto   |
| Gustav Lantschner | Kombinacja alpejska | 4:58,2 | 3.      | 1:16,9            | 1:15,6            | 2.      | 96,26   | srebro  |
| Roman Wörndle     | Kombinacja alpejska | 5:01,2 | 6.      | 1:22,9            | 1:25,8            | 5.      | 91,16   | 5.      |
| Rudolf Cranz      | Kombinacja alpejska | 5:04,0 | 8.      | 1:32,9            | 1:14,6            | 4.      | 91,03   | 6.      |

Kobiety
| Zawodniczka     | Konkurencja         | Zjazd  | Zjazd   | Slalom            | Slalom            | Slalom  | Łącznie | Łącznie |
| Zawodniczka     | Konkurencja         | Czas   | Pozycja | Czas 1. przejazdu | Czas 2. przejazdu | Pozycja | Punkty  | Pozycja |
| --------------- | ------------------- | ------ | ------- | ----------------- | ----------------- | ------- | ------- | ------- |
| Christl Cranz   | Kombinacja alpejska | 5:23,4 | 6.      | 1:12,0            | 1:10,1            | 1.      | 97,06   | złoto   |
| Käthe Grasegger | Kombinacja alpejska | 5:11,0 | 3.      | 1:16,0            | 1:17,4            | 2.      | 95,26   | srebro  |
| Hadwig Pfeifer  | Kombinacja alpejska | 5:21,6 | 5.      | 1:20,8            | 1:18,8            | 4.      | 91,85   | 5.      |
| Lisa Resch      | Kombinacja alpejska | 5:08,4 | 2.      | 1:37,5            | 1:22,9            | 8.      | 88,74   | 6.      |

### Skoki narciarskie
Mężczyźni
| Skoczek          | Skok 1    | Skok 1 | Skok 2    | Skok 2 | Nota  | Pozycja |
| Skoczek          | odległość | Nota   | odległość | Nota   | Nota  | Pozycja |
| ---------------- | --------- | ------ | --------- | ------ | ----- | ------- |
| Hans Marr        | 71,5      | 107,0  | 69,0      | 107,2  | 214,2 | 10.     |
| Kurt Körner      | 70,0      | 104,8  | 71,5      | 104,5  | 209,3 | 12.     |
| Franz Haslberger | 64,0      | 100,4  | 67,0      | 104,2  | 204,6 | 17.     |
| Paul Krauß       | 62,5      | 101,7  | 62,5      | 102,7  | 204,4 | 18.     |